# Ширяевская (Вологодская область)
Ширяевская — деревня в Бабаевском районе Вологодской области.
Входит в состав Борисовского сельского поселения (с 1 января 2006 года по 13 апреля 2009 года входила в Афанасовское сельское поселение), с точки зрения административно-территориального деления — в Афанасовский сельсовет.
Расположена на берегу реки Хелбуй. Расстояние до районного центра Бабаево по автодороге — 51 км, до центра муниципального образования села Борисово-Судское  по прямой — 10 км. Ближайшие населённые пункты — Антоновская, Малое Борисово, Пустошка.
По переписи 2002 года население — 40 человек (13 мужчин, 27 женщин). Всё население — русские.